# Клишин, Владимир Иванович
Владимир Иванович Клишин (род. 11 декабря 1949) — специалист в области горного дела, член-корреспондент РАН (2011).

## Биография
Родился 11 декабря 1949 года в г. Колпашево Томской области.
Окончил машиностроительный факультет Томского политехнического университета по специальности «Горные машины и комплексы» (1972).
Кандидат (1981), доктор (1998) технических наук. Тема докторской диссертации: «Разработка способов и средств адаптации механизированных крепей к динамическим условиям нагружения». Профессор.
С 1972 по 2010 годы — работал в Институте горного дела имени Н. А. Чинакала: младший, с 1982 старший научный сотрудник, заведующий лабораторией подземной разработки угольных месторождений (1988—2010), заместитель директора по научной работе (2000—2003), главный научный сотрудник лаборатории бурения и технологических импульсных машин ИГД СО РАН.
С 2010 года — заведующий лабораторией угольного машиноведения, исполняющий обязанности директора, директор Института угля СО РАН (Кемерово).
В 2011 году избран членом-корреспондентом РАН.
В июле 2024 года отправлен под стражу в связи с обвинениями в злоупотреблении должностными полномочиями.

## Научная деятельность
Основные научные результаты:
- исследовано взаимодействие механизированных крепей с вмещающими породами угольного пласта, являющееся основополагающим при проектировании и совершенствовании конструкций механизированных крепей;
- разработаны технологические решения отработки мощных пологих и крутых угольных пластов с управляемым и регулируемым выпуском угля, находящегося над крепью или обрушающегося позади неё, а также конструкции механизированных крепей, реализующие данные решения;
- разработана техника и технология разрушения труднообрушаемых кровель в технологическом процессе очистной выемки методом направленного гидроразрыва горного массива;
- создано уникальное оборудование для проведения дегазационных, технологических скважин, которое по своим техническим характеристикам значительно превышает аналоги;
- разработаны нетрадиционные решения добычи кимберлитовых алмазосодержащих руд Республики Саха (Якутия) механизированными комплексами с применением высокопроизводительных транспортных машин и проходческих комбайнов, положившие начало новой технологии разработки россыпных месторождений подземным способом.

Под его руководством защищено 10 кандидатских диссертаций.
Член редколлегии журналов «Физико-технические проблемы разработки полезных ископаемых» СО РАН и «Рудник будущего», Председатель Ученого совета ИУ СО РАН, ОУС СО РАН наук о Земле, Ученого и диссертационного советов при ИГД СО РАН, Президент НП «Ассоциации машиностроителей Кузбасса».

## Научные труды
Автор более 500 научных работ, в числе которых монографии, 4 брошюры. Труды опубликованы в США, Польше, Болгарии и Венгрии.
- Адаптация механизированных крепей к условиям динамического нагружения = Adaptation of powered supports to the conditions of dynamic loading / В. И. Клишин; Отв. ред. М. В. Курленя. — Новосибирск : Наука, 2002. — 199 с. : ил., табл.; 22 см; ISBN 5-02-031948-1
- Подземная разработка алмазоносных месторождений Якутии [Текст] / В. И. Клишин, А. П. Филатов; отв. ред. М. В. Курленя ; Российская акад. наук, Сибирское отд-ние, Ин-т горного дела, Акционерная компания «АЛРОСА». — Новосибирск : Изд-во Сибирского отд-ния Российской акад. наук, 2008. — 333, [3] с. : ил.; 22 см; ISBN 978-5-7692-0969-7
- Станки для бурения скважин различного назначения [Текст] : монография / [Клишин Владимир Иванович, Кокоулин ДаньярИванович, Кубанычбек Бакыт] ; Федеральное агентство научных организаций (ФАНО России), Институт угля Федерального исследовательского центра угля и углехимии СО РАН (Институт угля ФИЦ УУХ СО РАН), Институт горного дела им. Н. А. Чинакала Сибирского отделения Российской академии наук (ИГД СО РАН). — Кемерово : Сибирская изд. группа ; Новосибирск : [б. и.], 2017. — 186 с. : ил., табл., цв. ил.; 21 см; ISBN 978-5-904496-36-4 :
- Монтаж, демонтаж, эксплуатация и ремонт горно-шахтного оборудования [Текст] : учебное пособие для студентов вузов, обучающихся по специальности «Горные машины и оборудование» направления подготовки «Технологические машины и оборудование» и по направлению подготовки (специальности) «Горное дело» (специализации «Горные машины и оборудование» и «Подземная разработка пластовых месторождений») / Квагинидзе В. С., Козовой Г. И., Клишин В. И. — Москва : У Никитских ворот, 2012. — 511 с. : ил., табл.; 21 см; ISBN 978-5-91366-530-0
- Оптимизация технологических параметров горнодобывающих предприятий на основе лаговых моделей / А. А. Ордин, В. И. Клишин; отв. ред. В. Н. Опарин ; Российская акад. наук, Сибирское отд-ние, Ин-т горного дела. — Новосибирск : Наука, 2009. — 164, [1] с. : ил., табл.; 22 см; ISBN 978-5-02-023289-1
- Технология разработки запасов мощных пологих пластов с выпуском угля [Текст] / В. И. Клишин [и др.]; отв. ред. В. В. Мельник ; Российская акад. наук, Сибирское отд-ние, Ин-т угля. — Новосибирск : Наука, 2013. — 247, [1] с., [2] л. ил., цв. ил. : ил., табл.; 25 см; ISBN 978-5-02-019129-7
- Труднообрушаемые кровли: проблемы и решения для механизированных забоев современного технического уровня угольных шахт [Текст] / В. И. Клишин, В. В. Рашевский, В. Б. Артемьев [и др. ; Сибирская угольная энергетическая компания (СУЭК)]. — Москва : Горное дело, 2016. — 479 с. : ил., табл.; 24 см. — (Библиотека горного инженера. Подземные горные работы; Т. 3; Кн. 13).; ISBN 978-5-905450-90-7 : 1500 экз.
- Методы повышения адаптивности механизированных крепей / Б. А. Фролов, В. И. Клишин, В. С. Верин; Отв. ред. М. В. Курленя. — Новосибирск : Наука : Сиб. отд-ние, 1983. — 110 с. : ил.; 22 см.

Получил 46 авторских свидетельств и патентов на изобретения. Принимал участие в международных конференциях в России и за рубежом.

## Награды
- Заслуженный изобретатель Российской Федерации (2003)[4]
- Памятный знак «За труд на благо города» (2008)
- Медаль «70 лет Кемеровской области» (2013)
- Медаль «За служение Кузбассу»
- Полный кавалер знака «Шахтерская слава»
- Премия Администрации Кемеровской области за научное руководство лицами, защитившими диссертации (2017)
- Почетная грамота Правительства Кузбасса (2019)
- Почетное звание «Лауреат премии Кузбасса» (2019)
- Медаль «За особый вклад в развитие Кузбасса» III степени
- Медаль ордена «За заслуги перед Отечеством» II степени (2020)[5].
- Орден Октябрьской Революции (1986).
- Большая золотая медаль им. М. И. Щадова (2021)
- «Почетный профессор Кузбасса» (2021)